# Дельта Телеком
«Де́льта Телеко́м» — первый и единственный сотовый оператор в СССР. В последние годы своего существования (до 2016 года) предоставлял услуги сети под торговой маркой «Скай Линк» в Северо-Западном регионе страны. Название компании: «Закрытое акционерное общество „Дельта Телеком“».

## История
Оператор был учреждён Петербургской телефонной сетью 9 сентября 1991 года в Санкт-Петербурге. Сотовая связь предоставлялась на базе технологии NMT-450.
С 1990 по 1994 годы офис компании находился на территории Некрасовского телефонного узла связи на улице Чехова, 18; с 1994 по 2010 — на Большой Морской, 22; с 2010 — в офисе «Скай Линк» на Добролюбова, 11.
В Ленинграде на улице Комиссара Смирнова (между улицей Академика Лебедева и Лесным проспектом) в составе комплекса радиотелефонной связи «Алтай» была смонтирована радиовышка. Её возведение велось в 1977—1978 годах. В 1991 году именно она обеспечила первую сотовую связь «Дельта Телеком».
В августе 1992 года первая базовая станция появилась в Ленинградской области — в Выборге.
За первые четыре года работы «Дельта Телеком» подключила 10 000 абонентов.
В 2006 году к ЗАО «Дельта Телеком» присоединены ОАО «Теле-Норд», ЗАО «Череповецкая сотовая связь», ЗАО «Вологодская сотовая связь» и ЗАО «Парма-НМТ». На базе ОАО «Теле-Норд» создан филиал ЗАО «Дельта Телеком» в Мурманской области, на базе ЗАО «Череповецкая сотовая связь» и ЗАО «Вологодская сотовая связь» создано вологодское обособленное подразделение ЗАО «Дельта Телеком».
С 2003 года ЗАО «Дельта Телеком» является оператором в Санкт-Петербурге и в Северо-Западном регионе России сети «Скай Линк», построенную на технологии CDMA.
В 2014 году, в ходе создания четвёртого федерального оператора, «Дельта Телеком» вместе с материнской компанией была передана в операционное управление «Теле2 Россия».
В январе 2015 года было принято решение о реорганизации в форме присоединения ЗАО «Дельта Телеком», ЗАО «Скай Линк» и других компаний к Теле2 Россия.

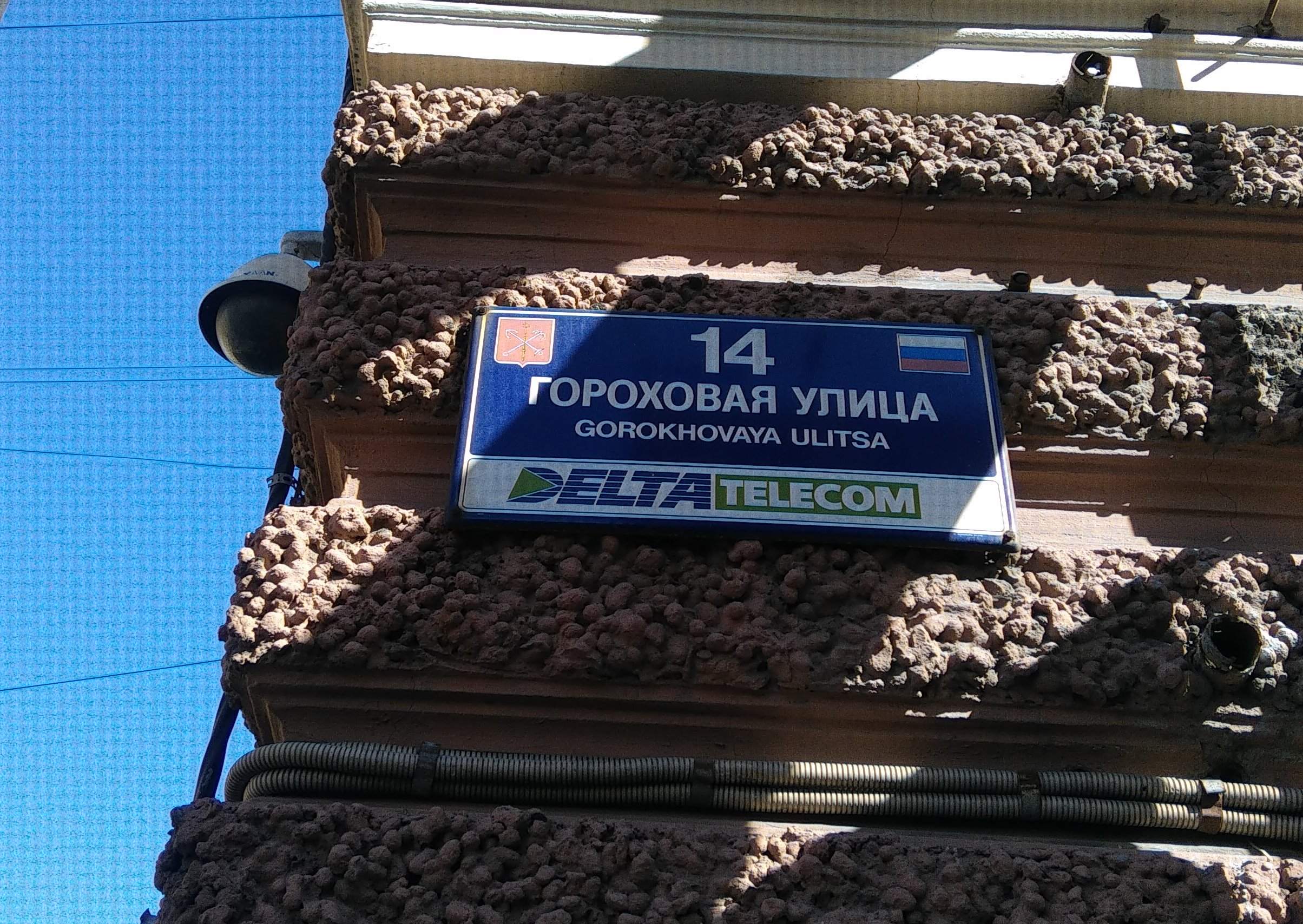
Уличная табличка с логотипом исчезнувшей компании на здании, где находился её главный офис, 2019 год

## Любопытные факты
- Первый символический звонок по сотовому телефону, подключенному к сети, осуществил 9 сентября 1991 года тогдашний мэр Санкт-Петербурга Анатолий Собчак, который 2 часа общался на английском языке с мэром Сиэтла Норманом Райсом. Телефонная трубка, по которой он звонил, называлась Mobira MD59-NB2; выпущена она была финской компанией Nokia и весила около 3 кг.[3]
- В 1991 году подключение к сети «Дельта Телеком» обходилось абоненту примерно в 5000 долларов. В эту сумму входил залог за услуги, авансовый платеж и стоимость единственного предлагавшегося абонентам телефонного аппарата Mobira MD59-NB2 — $1995.[5] Стоимость минуты разговора (как за входящие звонки, так и за исходящие) составляла около $1.
- Первая отечественная биллинговая система для сотовых операторов связи, с которой и начал свою деятельность первый российский мобильный оператор, была разработана петербургской компанией «Петер-Сервис», при непосредственном участии специалистов «Дельта Телеком» в качестве архитекторов — разработчиков. В 2003 году вторая генерация биллинговой системы (АСР) была развёрнута на кластере «Дельта Телеком», проработавшая вплоть до последнего дня «Дельта Телеком». Сеть была выключена 1 июня 2016 года.
- ИВЦ «Дельта Телеком» (Санкт-Петербург, Транспортный переулок, дом 3, 6-й этаж) — Digital OpenVMS кластер, в разное время включавший: DEC VAX 3900, DEC MicroVAX 3100, DEC Alpha, HP Integrity (Intel IA-64).

## В кино
- «Дельта» как синоним современного «мобильный телефон», «мобильник» или «мобила» несколько раз упоминается в кинофильме Александра Рогожкина «Операция „С Новым годом!“».

Код замка - номер вашего счета в Цюрихе.
Вот ваша «Дельта».
Стекла на окнах пуленепробиваемые.
или 
- Мужики, мне телефон нужен позвонить, я вашу «Дельту» возьму.
- А ты как дверь открыл?
- Обыкновенно, постучал и открыл.